# Alberto Pasquali
Alberto Pasquali (Torino, 24 agosto 1882 – Milano, 15 febbraio 1929) è stato un attore teatrale e cinematografico italiano nel periodo del muto.

## Biografia
Figlio di un'attrice dialettale veneta, si avvicinò giovanissimo al teatro, dove ricoprì ruoli di primo piano presso le più importanti compagnie teatrali, fra le quali quelle di Ferruccio Garavaglia, Emma Gramatica e la Di Lorenzo-Falconi.
Il suo debutto cinematografico avvenne nel film Christus del 1916. Specializzato soprattutto in ruoli religiosi, Pasquali fu spesso interprete teatrale e cinematografico di Gesù Cristo come avvenne anche nei film Redenzione (1919) e The Twice Born Woman (1921), quest'ultimo girato in America. Fu inoltre interprete di San Francesco d'Assisi nel film Frate Francesco del 1927.
Girò oltre una trentina di film, di vario genere, fino al 1929, l'ultimo dei quali in Germania dal titolo Anschluß um Mitternacht, diretto da Mario Bonnard.  Dopo quest'ultima interpretazione, fece ritorno in Italia, dove morì improvvisamente all'età di 46 anni.

## Filmografia parziale
- Christus, regia di Giulio Antamoro (1916)
- Le mogli e le arance, regia di Luigi Serventi e Lucio D'Ambra (1917)
- La tartaruga, regia di Riccardo Cassano (1918)
- La peccatrice casta, regia di Gennaro Righelli (1919)
- Sleima, regia di Diana Karenne (1919)
- Redenzione, regia di Carmine Gallone (1919)
- Leonardo da Vinci, regia di Mario Corsi e Giulia Cassini Rizzotto (1919)
- Appassionatamente, regia di Georges-André Lacroix (1919)
- L'uomo che vide la morte, regia di Luigi Romano Borgnetto (1920)
- I due crocifissi, regia di Augusto Genina (1920)
- La donna e il cadavere, regia di Augusto Genina (1920)
- La ruota del vizio, regia di Augusto Genina (1920)
- Amore in fuga, regia di Ermanno Geymonat (1921)
- Il fango e le stelle, regia di Pier Angelo Mazzolotti (1921)
- Le campane di San Lucio, regia di Guido Brignone (1921)
- Bufera, regia di Guido Parish (1921)
- Le smorfie di Pulcinella, regia di Gabriellino D'Annunzio (1921)
- La sposa perduta, regia di Dante Cappelli e Guido Parish (1922)
- Il fornaretto di Venezia, regia di Mario Almirante (1923)
- I Foscari, regia di Mario Almirante (1923)
- Le due catene, regia di Emilio Ghione (1923)
- Largo alle donne!, regia di Guido Brignone (1924)
- Treno di piacere, regia di Luciano Doria (1924)
- Frate Francesco, regia di Giulio Antamoro (1927)
- Gli ultimi zar, regia di Baldassarre Negroni (1928)
- Kif Tebbi, regia di Mario Camerini (1928)